# Levir Culpi
Levir Culpi est un footballeur brésilien né le 28 février 1953 à Curitiba. Il évoluait au poste de défenseur. Après sa carrière de joueur, il se reconvertit au poste d'entraîneur.

## Biographie

### Carrière d'entraîneur
Il a une très longue carrière d'entraîneur.
Il officie au Brésil, en Arabie saoudite, et au Japon.

## Palmarès

### Joueur
- Vainqueur du Campeonato Paranaense en 1973 avec Coritiba
- Vainqueur du Campeonato Pernambucano en 1976 avec Santa Cruz

### Entraîneur
- Vainqueur de la Recopa Sudamericana en 1998 avec Cruzeiro et en 2014 avec l'Atlético Mineiro
- Champion du Brésil de D2 en 1988 avec l'Inter de Limeira et en 2006 avec l'Atlético Mineiro
- Vainqueur de la Coupe du Brésil en 1996 avec Cruzeiro et en 2014 avec l'Atlético Mineiro
- Vainqueur du Campeonato Catarinense en 1989 avec Criciúma
- Vainqueur du Campeonato Paranaense en 1993 avec Paraná
- Vainqueur du Campeonato Mineiro en 1996 et 1998 avec Cruzeiro
- Vainqueur de la Copa Centro-Oeste en 1999 avec Cruzeiro
- Vainqueur du Campeonato Paulista en 2000 avec le São Paulo FC
- Vainqueur du Campeonato Mineiro en 1995, 2007 et 2015 avec l'Atlético Mineiro
- Vainqueur de la Primeira Liga en 2016 avec Fluminense